# 龙泉街道 (株洲市)
龙泉街道，中华人民共和国湖南省株洲市芦淞区下属的一个街道。

## 建制沿革
- 2005年，芦淞区区划调整，设置龙泉街道。

## 行政区划
龙泉街道下辖6个社区、6个村委会：
- 龙泉社区、荷叶冲社区、杨柳冲社区、楠竹社区、金盆岭社区、塘头社区
- 黄田村、龙泉村、早禾坪村、古大桥村、农兴桥村、南华村